# Пинсдорф
Пинсдорф (нем. Pinsdorf) — коммуна (нем. Gemeinde) в Австрии, в федеральной земле Верхняя Австрия. 
Входит в состав округа Гмунден.  Население составляет 3602 человека (на 1 января 2008 года). Занимает площадь 12,47 км². Официальный код  —  40714.

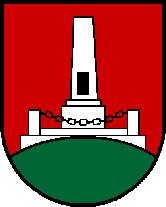
Пинсдорф

## Политическая ситуация
Бургомистр коммуны — Дитер Хельмс (СДПА) по результатам выборов 2003 года.
Совет представителей коммуны (нем. Gemeinderat) состоит из 25 мест.
- СДПА занимает 14 мест.
- АНП занимает 9 мест.
- АПС занимает 2 места.